# Галичани (Луцький район)
Галича́ни — село в Україні, у Луцькому районі Волинської області. Входить до складу Мар'янівської селищної громади. Колишній адміністративний центр Галичанської сільської ради. Населення становить 1146 осіб. 

## Історія
У XVII ст. в селі була протестантська культова споруда — аріянський збір. У 1648 році його пастором був Анджей Вішоватий.
Власником або посідачем маєтку в селі був польський військовик, командувач гарнізону Львова під час облоги міста у 1672 році, католик Еліяш Ян Лонцький, який підтримував контакти з аріянином Юрієм Немиричем.
У 1906 році село Бранської волості Володимир-Волинського повіту Волинської губернії. Відстань від повітового міста 75 верст, від волості 16. Дворів 91, мешканців 607.

## Населення
Згідно з переписом УРСР 1989 року чисельність наявного населення села становила 737 осіб, з яких 343 чоловіки та 394 жінки.
За переписом населення України 2001 року в селі мешкало 735 осіб.

### Мова
Розподіл населення за рідною мовою за даними перепису 2001 року:
| Мова       | Відсоток |
| ---------- | -------- |
| українська | 99,73 %  |
| російська  | 0,14 %   |

## Інфраструктура
На території села є початкова та неповна середня школи, будинок культури, бібліотека, дитячий садок, три медичні заклади, відділення зв'язку, шість торговельних закладів.
Через село пролягає траса Горохів-Берестечко.
Село газифіковане.
Новозбудована Церква православних християн УПЦ МП, яка 5 лютого 2019 року перейшла у клір Волинської єпархії Української Православної Церкви України, Церква євангелистів[джерело?].

## Спорт
Футбольна команда «Юність» — переможець Вищої ліги Горохівського району 2014 року[джерело?].